# La Mulata
La Mulata es una localidad cubana del municipio de La Palma, en la provincia de Pinar del Río.

## Historia
Hacia mediados de la década de 1860 el caserío tenía contabilizada una población de 96 habitantes. Aparece descrito en el cuarto tomo del Diccionario geográfico, estadístico, histórico, de la isla de Cuba de Jacobo de la Pezuela de la siguiente manera:

Mulata. (caserío de la) En el Part.º de las Pozas, J. de Bahía-Honda y al fondo de un buen puerto, con 3 casas de tabla y teja, 6 de tabla y guano y una de embarrado y yagua: en ellas había una escuela y 3 tiendas mistas, y estaban habitadas por 96 personas, 69 blancos, 19 esclavos y 8 de color libres. Además ocupa otra habitacion particular en el surgidero el resguardo marítimo de esta costa. El Cuatro Estadístico de 1846 señalaba á este caserío 8 casas, las mismas 3 tiendas mistas y solo 32 habitantes blancos y 2 de color. En el Censo de 1841 aparecía con 28 habitantes. Está a 2 ½ leguas al O. del pueblo de las Pozas.
(Pezuela, 1866, p. 112)